# Бежин, Леонид Евгеньевич
Леонид Евгеньевич Бежин  (род. 1949 год Москва) — русский советский писатель, прозаик и востоковед, кандидат филологических наук. Член Союза писателей России. Лауреат Литературной премии имени М. А. Шолохова (1990) и Большой Бунинской премии (2013).

## Биография
Родился 29 мая 1949 года в Москве.
С 1967 по 1972 год обучался в Институте стран Азии и Африки МГУ. С 1972 по 1975 год обучался в аспирантуре при этом институте. В 1975 году защитил диссертацию на соискание учёной степени кандидат филологических наук по теме: «Китайский поэт IV—V века Се Линъюнь и его эпоха». С 1975 по 1990 год работал старшим научным сотрудником в Государственном музее искусства народов Востока и занимался педагогической деятельностью в МГИМО. С 1990 по 1995 год — главный редактор издательства «Столица». С 1995 года ректор Института журналистики и литературного творчества.
Член Союза писателей России. С 1975 года из под пера Л. Е. Бежина начали выходить первые прозаические произведения. В 1979 году издательство «Советский писатель» выпустило первую повесть Бежина «Метро Тургеневская». В последующем вышли такие повести и рассказы как: «Под знаком „ветра и потока“» (1982), выпущенная издательством «Наука», «Гуманитарный бум» (1985), в 1987 году в издательстве «Молодая гвардия» в рамках серии Жизнь замечательных людей вышла книга «Ду Фу: Китайский поэт VIII века», «Чистые пруды» (1988), выпущенная издательством Московский рабочий, «Тыквенное общество» (1989), «Чары: избранная проза» (2005), «Даниил Андреев — Рыцарь Розы» (2006), романы: «Мох» (2009), «Деревня Хэ» и «Костюм Адама» (2010), повесть «Собиратель странностей». В 2017 году вышел двухтомный и многостраничный сборник «Сад Иосифа». Литературные произведения Бежина выходили в таких литературно-художественных журналах как: «Литературная газета», «Знамя», «Октябрь», «Новый мир» и «Москва».

## Премии
- Большая Бунинская премия — «за сборник повестей и рассказов „Мужчина в браке“» (2015[4])
- Лауреат Литературной премии имени М. А. Шолохова (1990[5])